# ヴァイオリン協奏曲第3番 (サン＝サーンス)
ヴァイオリン協奏曲 第3番 ロ短調作品61は、カミーユ・サン＝サーンスの最後のヴァイオリン協奏曲で、ロマン派音楽における重要なヴァイオリンと管弦楽のための協奏的作品の一つ。1880年に完成され、初演者のパブロ・デ・サラサーテに献呈された。
「序奏とロンド・カプリチオーソ」や「ハバネラ」と並び、多くのヴァイオリニストに愛奏されてきた。旧作ほどヴァイオリンの演奏技巧を前面に押し出してはおらず、それでいて音楽的な充実は増し、旋律の創意や表現の巧みさにおいてまさっている。このような特質がとりわけ端的に示されているのが、静謐な緩徐楽章であり、また終楽章における自信に満ちた力強いコラールである（後者は《ピアノ協奏曲第4番》の壮麗な終結の名残ともいえる）。

## 初演
1881年1月2日、パリにてサラサーテの独奏により初演。

## 編成
独奏ヴァイオリン
- 木管楽器
フルート2（うち1はピッコロ持ち替え）、オーボエ2、クラリネット2、ファゴット2
- 金管楽器
ホルン2、トランペット2、トロンボーン3
- 打楽器
ティンパニ
- 弦楽器
弦五部

## 構成
以下の3楽章から構成される。
- 第1楽章: アレグロ・ノン・トロッポ 
ロ短調、2/2拍子。ソナタ形式。弦楽器のトレモロの上にヴァイオリンが第1主題を奏して始まり、ホ長調の第2主題もヴァイオリンが歌う。再現部の第1主題は省略され、規模の大きいコーダが楽章を締めくくる。
- 第2楽章: アンダンティーノ・クヮジ・アレグレット 
変ロ長調、6/8拍子。三部形式。第1楽章の情熱とはうって変わった、穏やかな舟歌。コーダでは、ヴァイオリンのフラジオレットとクラリネットのユニゾンによるアルペジオが幻想的な音響を作り出す。
- 第3楽章: モルト・モデラート・エ・マエストーゾ - アレグロ・ノン・トロッポ
ロ短調～ロ長調、4/4拍子 - 2/2拍子 ロンド・ソナタ形式。ホ短調のヴァイオリンのカデンツァに管弦楽が応え、序奏を形成する。第1主題は符点リズムや三連符が特徴的な決然としたもので、次いで伸びやかな第2主題（ニ長調）、コラール風の静かな主題（ト長調）が提示される間に技巧的な展開が挟まれる。再現部は序奏から始まり、かなり変形されている。ロ長調に転じた第2主題によるコーダで歓喜の中に全曲を閉じる。
この楽章は、サン＝サーンスがパリ音楽院在学中の1859年に書いたヴァイオリンとピアノのための作品「華麗なる奇想曲」（Caprice brillant）が下敷きとなって書かれた。これは、当時同じくパリ音楽院に在学中だったサラサーテとの共演を想定して書かれたもので、サン＝サーンスはこの作品の楽譜は失われたものと考えていた。
またサン＝サーンスは、1913年にパリ音楽院の試験課題とするためにこの楽章を「演奏会用アレグロ」（Allegro de Concert）としてヴァイオリンとピアノのために再構成し、出版している（協奏曲全曲のピアノ伴奏編曲もサン＝サーンスは残しているが、それとは曲の構成や楽器法に相違がある）。